# Мъжество
Мъжество е съвкупност от качества като смелост, издръжливост, достойнство, и др., изисквани от класическия мъж. Мъжеството също така е морално-психологическо качество на човека (мъж или жена), характеризиращо неговата способност да превъзмогва беди и рискове. Тя предполага устойчивост на характера, воля и редица други психически и физически качества.
Вътрешната основа на мъжеството може да се изгради на идейната убеденост във високи нравствени принципи, а също така тя се базира на възпитание, висока самооценка и умение да владееш себе си (самообладание). Мъжеството започва от себепознанието, като двете категории са взаимообвързани, защото за да поемеш по пътя към себепознанието се изисква и немалко сила.

## История
В племенните общности, поради честите войни постоянната нужда от годни за война мъже превръща мъжеството в жизнено необходимо за племето качество. Мъжът трябва да може да защити семейството и близките си по време на война и да служи на своето племе. Образът на мъжеството от този период акцентира предимно на външните качества – това е висок, мускулест, физически крепък мъж.
Античността ни среща с усъвършенствани образи на нравствена пълноценност, въплътени в античния герой. Той най-често е рожба на „смесен брак“ между богове и хора. Образите на такива герои са запечатани в митовете и Омировите поеми – такива са Херкулес, Тезей, Перикъл, Ахил и т.н.
Средновековието ни среща с друг тип мъжественост, това е мъжеството и доблестта на рицаря. Рицарят, за разлика от Античния герой, е представител на една затворена военна каста от нисши благородници. През този период към образа на мъжествения индивид се прибавя и християнската нравственост, както и поетичното отношение към дамите, въплътено в образа на дамата на сърцето.
Новото време налага нови изисквания за качествата, който трябва да притежава един мъж. Това е епохата на установяване на капиталистическите отношения. В тази връзка способността да натрупваш капитал и задължението да изхранваш семейството си се превръщат в изискване на всеки мъж – качества като работоспособност, рентабилност, креативност се прибавят към класическото понятие за мъжество. Новото време доразвива и представата за сексуалната сила на мъжа, неговата потентност, която е неразривно свързана с представата за класическия мъж. Появява се образът на мачото.

## Съвременно значение
След т.нар. сексуална революция класическите представи за мъжко и женско се размиват. Появява се метросексуалната ориентация в съвременната култура. Влиянието на гейдвижението, феминизмът и модата бързо променят класическите представи за мъжественост.